# آرثر واتسون (لاعب كرة قدم)
آرثر واتسون (بالإنجليزية: Arthur Watson)‏ (1 يناير 1870 في المملكة المتحدة - 3 يونيو 1931 بشفيلد في المملكة المتحدة) هو لاعب كرة قدم بريطاني (وحمل سابقاً جنسية المملكة المتحدة لبريطانيا العظمى وأيرلندا) في مركز مهاجم داخلي. لعب مع شيفيلد يونايتد ووست بروميتش ألبيون ولينكولن سيتي أف سي.